# Delhaize Group

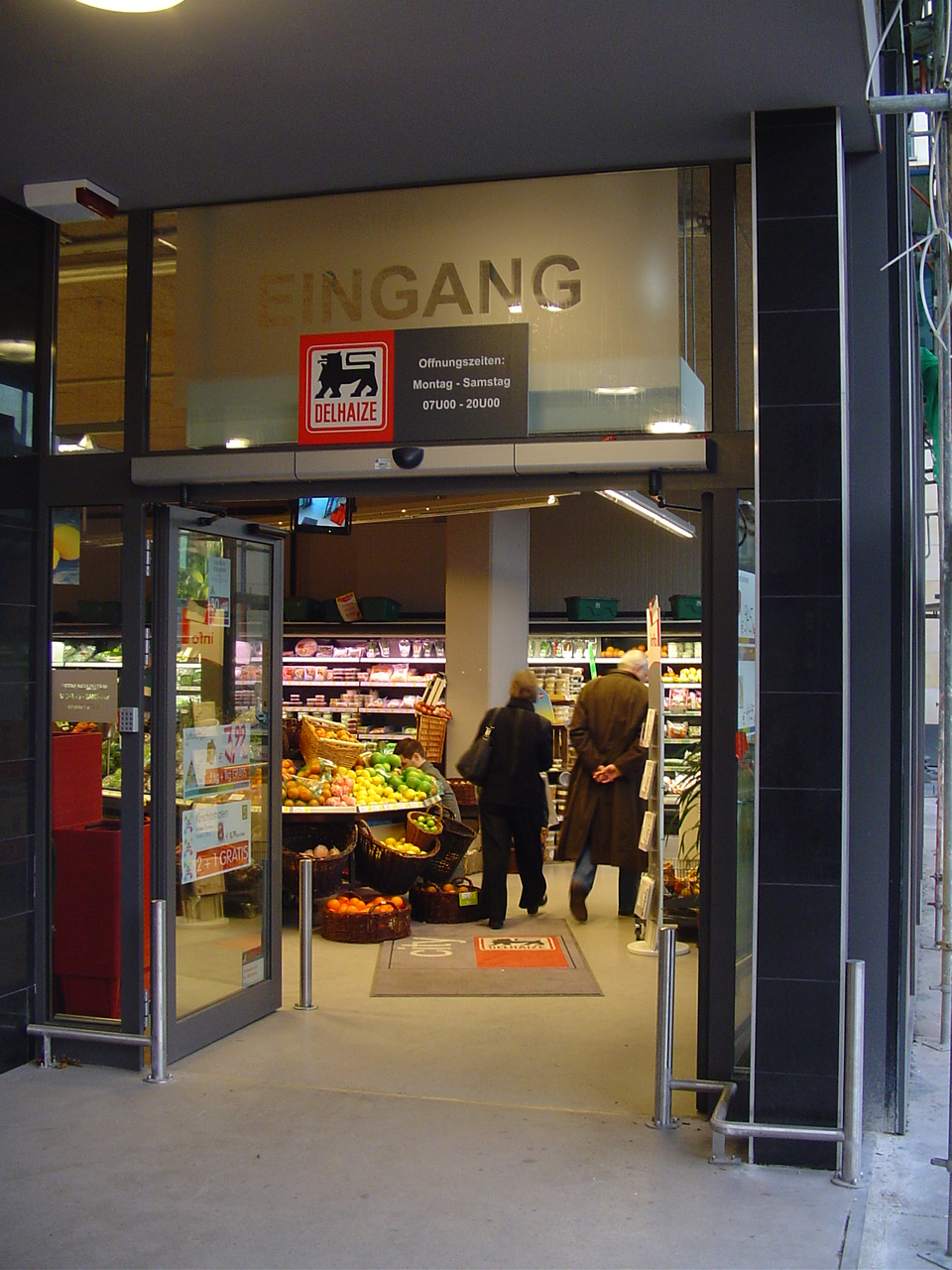
Erster Delhaize-Markt in Köln (inzwischen an die Rewe Group verkauft)

Die Delhaize Group NV/SA (französisch Groupe Delhaize, niederländisch Delhaize Groep), ehemals gelistet im BEL20, ist eine internationale Lebensmittelkette aus Belgien, die in sieben Ländern aktiv ist. Der Hauptsitz des Unternehmens befindet sich in Molenbeek-Saint-Jean/Sint-Jans-Molenbeek bei Brüssel. Die Groupe Delhaize ist nicht zu verwechseln mit der ebenfalls belgischen Louis-Delhaize-Gruppe. Louis hatte sich im Jahr 1875 von seinen Brüdern getrennt.

## Geschichte und Geschäftstätigkeit
Die Gruppe wurde 1867 durch Jules Delhaize und seine Brüder in Ransart in der Nähe von Charleroi in Belgien gegründet. Der Schwerpunkt ihrer wirtschaftlichen Aktivität liegt im Betrieb von Lebensmittel-Supermärkten in Nordamerika (Vereinigte Staaten), Europa (Belgien, Griechenland, Tschechien, Rumänien, Serbien und Luxemburg) und Südostasien (Indonesien). Die Gruppe ist an der Mehrländerbörse Euronext notiert.
Ende 2007 verfügte die Gruppe über ein Verkaufsnetz von 2.545 Geschäften und beschäftigte etwa 138.000 Menschen. Die dabei vorherrschende Geschäftsform ist der Supermarkt, dessen Anteil 85 % am Verkaufsnetz der Delhaize-Gruppe beträgt. Die verbleibenden 15 % setzen sich aus kleineren und spezialisierten Geschäften zusammen. Über den Verkauf von Lebensmitteln hinaus, der etwa 95 % des Umsatzes der Delhaize-Gruppe ausmacht, tritt die Gruppe auch als Großhändler von Nahrungsmittelprodukten für einige ihrer Geschäfte sowie für andere Produkte, etwa Produkte für Haus- und Nutztiere oder Schönheits- und Pflegeprodukte, auf. Zum Konzern gehören unter anderem in den USA Food Lion und Hannaford. 
In Deutschland gab es in der Zeit von 2003 bis 2009 vier Delhaize-Märkte. Zwei Märkte befanden sich jeweils in Aachen (seit 2003) sowie in Köln; 2006 eröffnete eine Filiale in Köln-Mitte und die bis dato letzte Filiale wurde am 18. Oktober 2007 in Köln-Braunsfeld eröffnet. Am 19. Januar 2009 gab Delhaize auf Anfrage bekannt, dass die Filialen in Aachen und Köln verkauft werden sollen. Zunächst hieß es noch, man suche eine Nachfolgelösung, in der das grundsätzliche Konzept und insbesondere die Feinkostabteilung weiterbestehen sollten; zum 26. August 2009 stellten dann aber alle vier Häuser ihren Betrieb ein und wurden von der Rewe Group übernommen.
Im Jahr 2005 erzielte die Delhaize-Gruppe einen Umsatz von 18,6 Milliarden Euro und erwirtschaftete einen Gewinn von 364,9 Millionen Euro.
Zum Jahresanfang 2015 wurde die Delhaize Group Mitglied der Coopernic, einer Einkaufsgemeinschaft europäischer Handelsketten.
Im Juni 2015 gaben Delhaize und der niederländische Lebensmittelkonzern Ahold ihre Absicht eines Zusammenschlusses bekannt. Die Unterzeichnung des Fusionsvertrags erfolgte nach Zustimmung der Aktionäre und Wettbewerbsbehörden am 23. Juli 2016. An der Muttergesellschaft der fusionierten Konzerne mit Namen Ahold Delhaize und Sitz in den Niederlanden hält Ahold 61 % der Anteile.